# خانه مجد الاشراف
منزل مجد الاشراف مربوط به اوایل دوره قاجار است و در جنوب غربی فردوس، خیابان رسالت، محله سردشت واقع شده و این اثر در تاریخ ۶ اسفند ۱۳۸۵ با شمارهٔ ثبت ۱۷۴۳۰ به‌عنوان یکی از آثار ملی ایران به ثبت رسیده‌است.